# Московский земельный банк

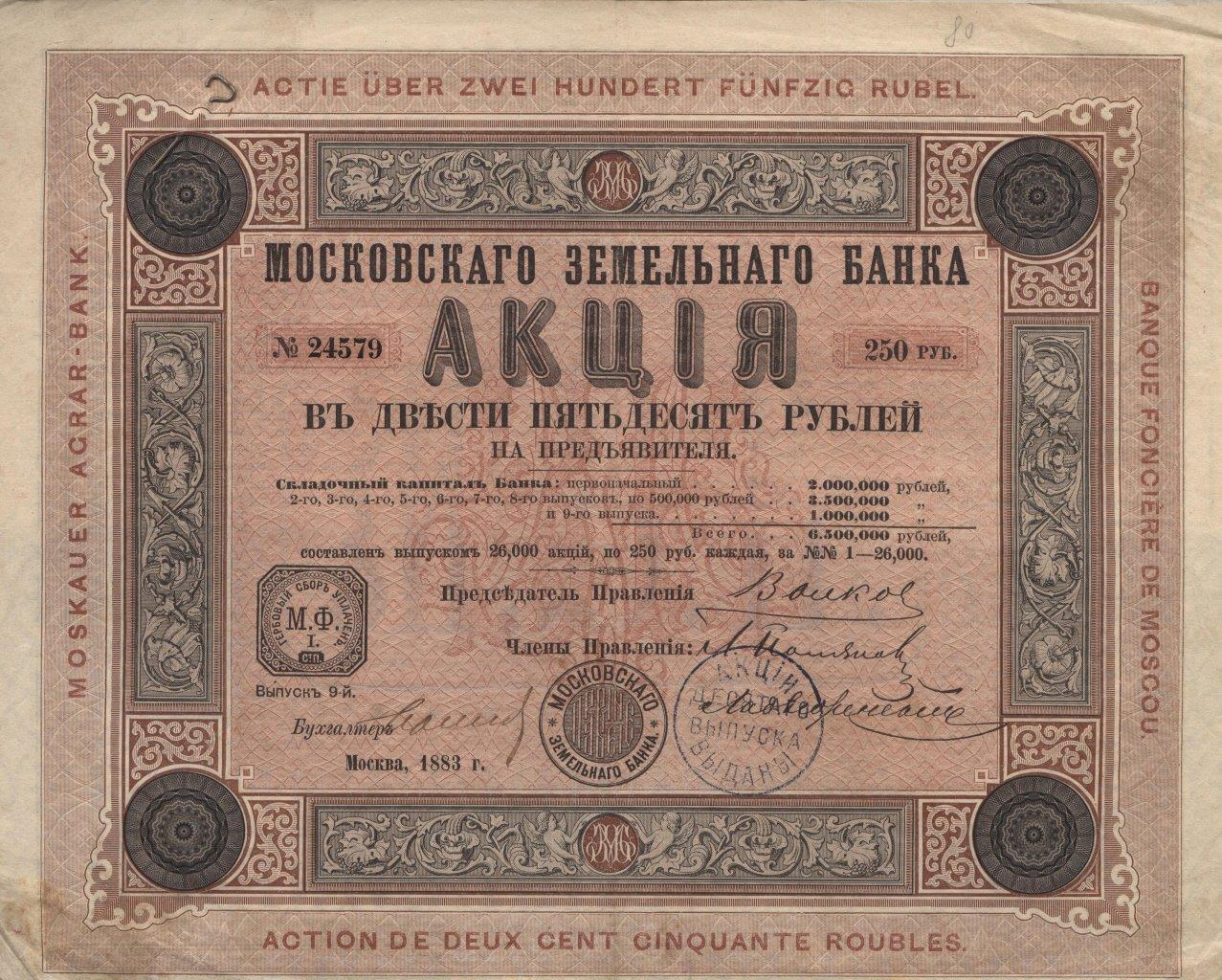
Акция в 250 рублей на предъявителя Московского земельного банка. Москва, 1883 год.

Моско́вский земе́льный банк — крупный акционерный ипотечный банк дореволюционной России, входивший в банкирский дом Л. С. Полякова. 
Головная контора банка находилась в Москве.

## История
Среди десятка земельных банков, возникших в Российской империи в 1871—1873 годах в ходе осуществления кредитной реформы после отмены императором Александром II крепостного права и просуществовавших вплоть до Октябрьской революции (переворота), был и Московский земельный банк. В их число входили так же Донской, Харьковский, Полтавский, С.-Петербургско-Тульский, Киевский, Бессарабско-Таврический, Нижегородско-Самарский, Виленский и Ярославско-Костромской земельные банки. Складочный капитал этих кредитно-финансовых учреждений на 1 июля 1898 года составлял 51 716 520 рублей.
В 1902 году операции с городской недвижимостью ограничили третью общего объема ссуд. К 1914 году акционерные земельные банки выдали долгосрочных ссуд под землю на сумму 897 000 000 рублей, под городскую недвижимость 388,8 млн. руб. Их основные капиталы достигли 90,3 млн. руб., банки выпустили в обращение закладных листов на 1249,2 млн. руб..
Основанный в 1872 году и являвшийся составной частью банкирского дома Лазаря Соломоновича Полякова, Московский земельный банк осуществлял как долгосрочные (до 66 лет и двух месяцев — под залог земли и до 38 лет и 4 месяцев — под залог городской недвижимости), так и краткосрочные (сроком до трёх лет) кредитования на территориях Московской и сопредельных губерний.
В Правлении банка, кроме самого Л. С. Полякова, состояли его брат Самуил Соломонович, сын Исаак Лазаревич и князь Николай Сергеевич Щербатов. 
В 1912 году Московским земельным банком было выдано ссуд на 13,2 млн. руб., оборот — 241,1 млн. руб., прибыль — 2 562 873 руб., дивиденд — 42 руб. на акцию. Основной капитал банка — 12,5 млн. руб. (50 тыс. акций по 250 руб.), баланс на 1913 год — 165 646 400 руб.
В 1918 году  акционерные земельные  банки ликвидированы декретом СНК РСФСР.